# International Association for Religious Freedom
De International Association for Religious Freedom (IARF, Nederlandse naam: Internationaal verbond voor Vrijzinnig Christendom en Geloofsvrijheid, IVVC), is in 1900 opgericht en heeft achtereenvolgens de volgende namen gedragen: International Council of Unitarian and Other Liberal Religious Thinkers and Workers (v.a.1900); International Congress of Free Christians and Other Religious Liberals (v.a.1910); International Association for Liberal Christianity and Religious Freedom (v.a.1930); International Association for Religious Freedom (v.a.1969).
De IARF heeft religieus georiënteerde organisaties uit diverse wereldgodsdiensten als lid. Daarnaast zijn er nationale afdelingen en individuele leden.
Sinds 2018 is Robert Ince (V.K.) president van de IARF.
Nederlandse lidorganisaties zijn de Remonstrantse Broederschap, de Vereniging van Vrijzinnige Protestanten, de Vrijzinnigen Nederland en de Stichting Blad Zwingli. Er bestaat een Nederlandse Ledengroep (NLG of Dutch Chapter). De coördinatie van de regio Europa en Midden-Oosten (IARF EME) berust bij de Nederlandse stichting IARF Europa.